# Canonical
Canonical Ltd. je soukromá firma, založená Jihoafričanem Markem Shuttleworthem. Podílí se především na vývoji linuxové distribuce Ubuntu, která vychází původně z distribuce Debian. Canonical je zaregistrován v Londýně a zaměstnává stovky lidí po celém světě. Kanceláře firmy Canonical se nacházejí v několika městech po celém světě - Hlavní kancelář v Londýně, o podporu se stará tým v Montrealu, dále OEM tým v Lexingtonu v Massachusetts v USA a v Tchaj-peji na Tchaj-wanu. Firma nabízí placenou podporu při instalaci a konfiguraci pro Ubuntu a jeho oficiální deriváty a také podporu pro správu serverů i desktopů. Pro Ubuntu však existuje i rozsáhlá komunitní podpora, která je na rozdíl od profesionální zdarma. Užitečné stránky jako Ubuntu Manual Project - kde lze nalézt mnoho zajímavých informací o Ubuntu nebo askubuntu.com slouží především začátečníkům, kteří nechtějí platit za podporu, ale nevědí si se systémem rady.

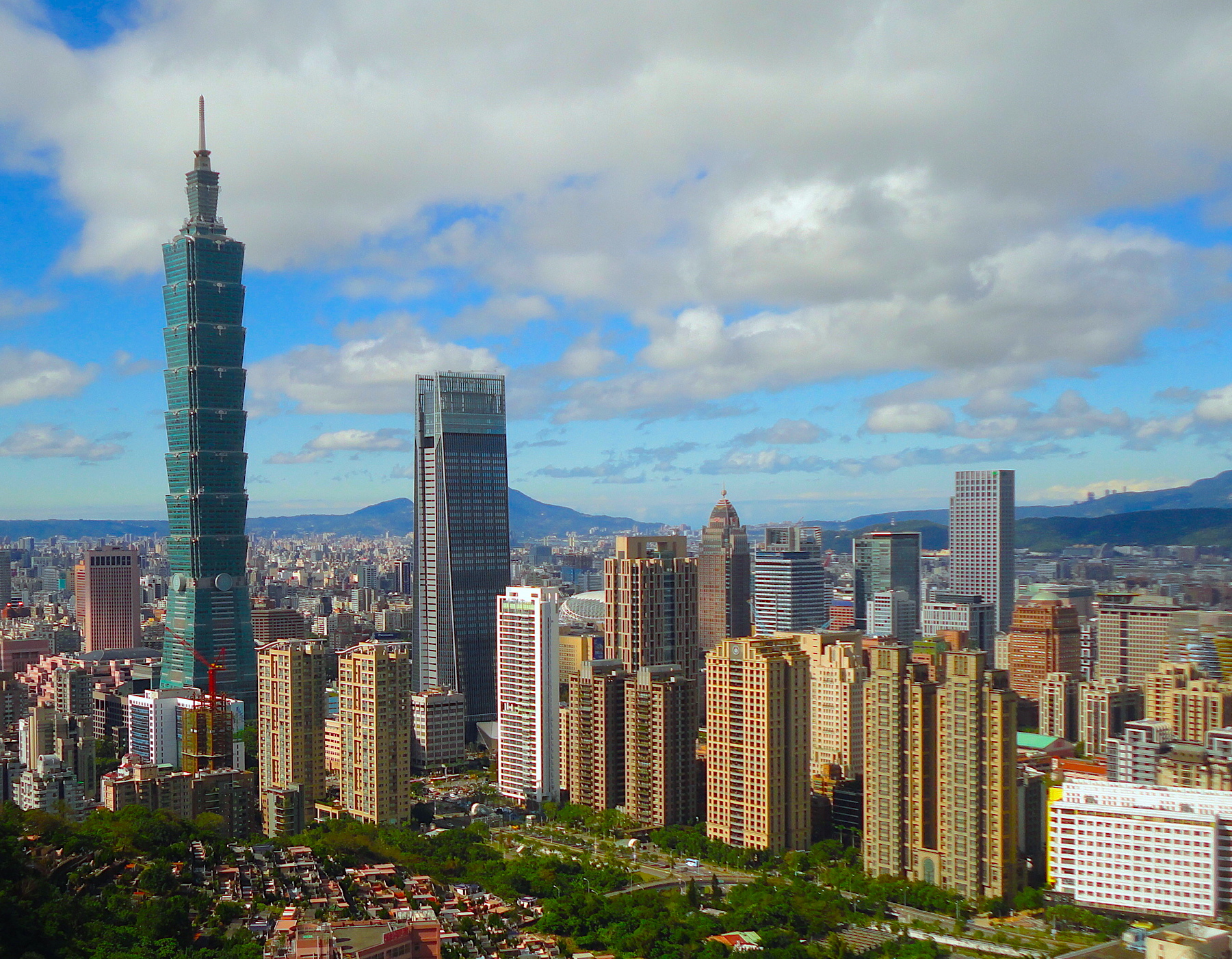
Kanceláře Canonicalu na Tchaj-wanu, ve městě Tchaj-pej

## Projekty vytvořené a udržované společností Canonical
K nejznámějším projektům firmy Canonical patří software Bazaar pro správu verzí open source kódu, dále webová aplikace Launchpad, sloužící k podpoře vývoje svobodného software, a software jménem Landscape, který používají IT odborníci při systémové administraci. Pod názvem Ubuntu One provozoval Canonical webové úložiště. V neposlední řadě existuje také OpenCD-Project, který shromažďuje svobodný software pro operační systém Windows a v malém měřítku ho můžeme najít na instalačních médiích Ubuntu nebo také na samostatném nosiči jménem OpenDisc. Asi nejnovějším projektem Canonicalu jsou Centrum softwaru pro Ubuntu, které přináší možnost snadné správy a instalace softwaru, a Unity, což je poměrně nové desktopové prostředí, obsahující množství grafických efektů a jednoduché ovládání.
Firma Canonical patří jihoafrickému podnikateli Marku Shuttleworthovi a má sídlo na Ostrově Man a pobočku v 27. patře Millbank Tower v Londýně. V létě 2006 otevřel Canonical kancelář v Montrealu zajišťující celosvětovou uživatelskou podporu.
Canonical uvádí na trh serverovou verzi Ubuntu s několikaletou podporou (tzv. Long Term Support, verze označeny zkratkou LTS). Zákazník zaplatí za podporu, nikoli za software. Avšak u programu Landscape musí zákazník zaplatit i za přístup k software.
Firma také podporuje celosvětový Software Freedom Day, kde se potkávají rozdílné regionální skupiny uživatelů a vývojářů svobodného software.